# Пекре
Пекре (словен. Pekre) су насељено место у општини Марибор, Подравска регија, Словенија.

## Историја
До територијалне реорганизације у Словенији биле су у саставу старе општине Марибор.

## Становништво
У попису становништва из 2011. године, Пекре су имале 1.517 становника.
| Број становника према пописима | Број становника према пописима | Број становника према пописима |
| ------------------------------ | ------------------------------ | ------------------------------ |
| 1991                           | 2002                           | 2011                           |
| 1.426                          | 1.468                          | 1.517                          |

## Галерија
- поглед на Марибор са Пекрске горце
- вожња гондолом